# Ligue majeure de baseball 1954
Navigation
1953 1955
La Ligue majeure de baseball 1954 est la 52e saison depuis le rapprochement entre la Ligue américaine et la Ligue nationale et la 77e saison de ligue majeure. Les Giants de New York remportent la Série mondiale face aux Indians de Cleveland (4-0).

## Saison régulière

### Événements
Les Browns de Saint-Louis déménagent à Baltimore (Maryland) et sont rebaptisés Orioles de Baltimore. De leur côté, les Reds de Cincinnati adoptent un nouveau surnom : Redlegs.
Le 23 avril, Hank Aaron frappe le premier coup de circuit de sa carrière en Ligue majeure.
Le 2 mai, Stan Musial frappe cinq coups de circuit en deux matchs. En début d'après-midi, il en frappe trois ; en soirée deux.
Le 31 juillet, Joe Adcock des Braves de Milwaukee devient le septième joueur de l'histoire des Ligues majeures à frapper quatre coups de circuit au cours d'un même match.
Les Indians de Cleveland s'assurent du titre en Ligue américaine le 18 septembre mettant ainsi fin à une domination de cinq ans des Yankees de New York. En Ligue nationale, les Dodgers de Brooklyn s'inclinent cinq fois lors de leurs neuf derniers matchs et laissent le fanion aux Giants de San Francisco#Giants de New York depuis 1883.
Lors de cette saison 1954, quinze des seize équipes accueillent des caméras de télévision pour diffuser des rencontres à domicile. Seuls les Braves de Milwaukee manquent à l'appel. Sept formations sont couvertes pour l'ensemble de leurs 77 matchs à domicile. Les Redlegs ne font l'objet que de 26, les Pirates 36, les Tigers et les Athletics 42, les Phillies 40, les Senators 50, les White Sox 54 et les Orioles 56.

### Classement de la saison régulière
Légende : V : victoires, D : défaites, % : pourcentage de victoires, GB : games behind ou retard (en matchs) sur la première place.
|                           | V   | D   | %    | GB |
| Indians de Cleveland      | 111 | 43  | .721 | -- |
| Yankees de New York       | 103 | 51  | .669 | 8  |
| White Sox de Chicago      | 94  | 60  | .610 | 17 |
| Red Sox de Boston         | 69  | 85  | .448 | 42 |
| Tigers de Détroit         | 68  | 86  | .442 | 43 |
| Senators de Washington    | 66  | 88  | .429 | 45 |
| Orioles de Baltimore      | 54  | 100 | .351 | 57 |
| Athletics de Philadelphie | 51  | 103 | .331 | 60 |

|                          | V  | D   | %  | GB   |
| Giants de New York       | 97 | 57  | -- | .630 |
| Dodgers de Brooklyn      | 92 | 62  | 5  | .597 |
| Braves de Milwaukee      | 89 | 65  | 8  | .578 |
| Phillies de Philadelphie | 75 | 79  | 22 | .487 |
| Redlegs de Cincinnati    | 74 | 80  | 23 | .481 |
| Cardinals de Saint-Louis | 72 | 82  | 25 | .468 |
| Cubs de Chicago          | 64 | 90  | 33 | .416 |
| Pirates de Pittsburgh    | 53 | 101 | 44 | .344 |

### Statistiques individuelles

#### Au bâton
| Catégorie        | Ligue nationale          | Stat | Ligue américaine        | Stat |
| ---------------- | ------------------------ | ---- | ----------------------- | ---- |
| Moyenne au bâton | Willie Mays (Giants)     | .345 | Bobby Ávila (Indians)   | .341 |
| Points produits  | Ted Kluszewski (Redlegs) | 141  | Larry Doby (Indians)    | 126  |
| Coups de circuit | Ted Kluszewski (Redlegs) | 49   | Larry Doby (Indians)    | 32   |
| Bases volées     | Bill Bruton (Braves)     | 34   | Jackie Jensen (Red Sox) | 22   |

#### Lanceurs
| Catégorie                 | Ligue nationale           | Stat | Ligue américaine                         | Stat |
| ------------------------- | ------------------------- | ---- | ---------------------------------------- | ---- |
| Moyenne de points mérités | Johnny Antonelli (Giants) | 2.30 | Mike Garcia (Indians)                    | 2.64 |
| Victoires                 | Robin Roberts (Phillies)  | 23   | Bob Lemon (Indians) Early Wynn (Indians) | 23   |
| Retraits sur prises       | Robin Roberts (Phillies)  | 185  | Bob Turley (Orioles)                     | 185  |
| Sauvetages                | Jim Hughes (Dodgers)      | 24   | Johnny Sain (Yankees)                    | 22   |

## Série mondiale
| Match | Date         | Visiteur             | Hôte                 | Score      |
| ----- | ------------ | -------------------- | -------------------- | ---------- |
| 1     | 29 septembre | Indians de Cleveland | Giants de New York   | 2 - 5 (10) |
| 2     | 30 septembre | Indians de Cleveland | Giants de New York   | 1 - 3      |
| 3     | 1er octobre  | Giants de New York   | Indians de Cleveland | 6 - 2      |
| 4     | 2 octobre    | Giants de New York   | Indians de Cleveland | 7 - 4      |

## Honneurs individuels
| Recrue de l'année     | Wally Moon (Giants)  | Bob Grim (Yankees)   |
| Meilleur joueur (MVP) | Willie Mays (Giants) | Yogi Berra (Yankees) |